# Mantispa marshalli
Mantispa marshalli är en insektsart som först beskrevs av Navás 1914.  Mantispa marshalli ingår i släktet Mantispa och familjen fångsländor. Inga underarter finns listade i Catalogue of Life.